# Карпович, Михаил Михайлович
Михаи́л Миха́йлович Карпо́вич (21 июля [3] августа 1888; Тифлис, Российская империя — 7 ноября 1959; Кембридж, Массачусетс, США) — русско-американский историк, один из основателей американской русистики.

## Биография
Родился в 1888 году в Тифлисе в семье Карповичей — инженера путей сообщения, коллежского секретаря Михаила Викентьевича (католического вероисповедания) (1852–1927) и Марии Евгеньевны (православной). Племянник историка А. Е. Преснякова.
Среднее образование получил во 2-й Тифлисской гимназии, где увлёкся историей и политикой. В 1905 году во время поездки по Европе Карпович сблизился с русскими политическими эмигрантами и примкнул к партии социалистов-революционеров. Вернувшись на родину, пропагандировал революционные идеи среди гимназистов и студентов; арестован, после месячного заключения в Мцхетской крепости выслан из Закавказья.
В 1906 году окончил гимназию и поступил на историко-филологический факультет Московского университета, однако в 1907 году оставил университет и уехал в Париж. В 1907—1908 годах слушал лекции в Сорбоннском университете. В 1907—1908 годах в Париже дружески общался с О. Э. Мандельштамом, в 1957 году написал о нём воспоминания, где сообщил о ряде несохранившихся стихотворений поэта (и процитировал одну строку). В 1908 году вернулся и окончил историко-филологический факультет Московского университета (1914), где занимался в семинарах М. М. Богословского и Д. М. Петрушевского, слушал лекции В. О. Ключевского. После окончания курса оставлен при кафедре русской истории для подготовки к магистерскому экзамену. Магистерскую диссертацию «Александр I и Священный союз» защитить не успел из-за начавшейся Первой мировой войны. С 1914 года помощник учёного секретаря в Историческом музее. В 1916 году Карпович мобилизован и направлен на службу в Военное министерство, где был секретарём Особого совещания по обороне.
В мае 1917 года Карпович стал личным секретарём Б. А. Бахметьева, назначенного послом в США, и выехал в Америку. После того как в 1922 году российское посольство в Вашингтоне закрылось, Карпович переехал в Нью-Йорк, где зарабатывал на жизнь книжной торговлей, переводами и чтением лекций.
В 1927 году по рекомендации М. И. Ростовцева был приглашён А. Кулиджем в Гарвардский университет, где преподавал русскую историю и литературу. В 1944 году Карпович принял американское гражданство. В 1946—1954 годах — профессор истории этого университета, в 1949—1954 годах — глава кафедры славянских языков и литературы, в 1954—1957 годах — профессор славянских языков и литературы. Содействовал созданию и становлению Центра русских исследований в Гарвардском университете, был основателем (1942) и соредактором журнала «The Russian Review». Также был многолетним редактором нью-йоркского «Нового журнала». Под руководством Карповича защитили диссертации многие будущие известные русисты. Преподавал курс русской истории будущему Президенту США Джону Кеннеди.
Умер 7 ноября 1959 года в Кембридже (штат Массачусетс, США). Похоронен на кладбище Новодивеевского монастыря в Нануэте, Нью-Йорк.

## Труды
Вместе с Г. В. Вернадским Карпович задумал 10-томную «Историю России», успел застенографировать свой курс лекций, который предполагалось включить в это издание (в 1967—1969 гг. вышла в свет 6-томная история России под редакцией Вернадского). Автор многочисленных трудов по русской истории и литературе, соредактор мемуаров П. Н. Милюкова (1955).
- Imperial Russia. 1801—1917. New York: 1932.
- Лекции по интеллектуальной истории России. XVIII — начало XX века. — М.: Русский путь, 2012, 352 с.
- Моё знакомство с Мандельштамом / Михаил Карпович // Воспоминания о серебряном веке / сост. Вадим Крейд.- М.: Республика, 1993. — с. 264—267. — ISBN 5-250-02030-5.
- Моё знакомство с Мандельштамом // Осип Мандельштам и его время: Сб. воспоминаний. — М.: Наш дом, 1995.
- «Мы живём в особенной атмосфере»: Письма М. Карповича Г. Вернадскому. 1909—1917 / Публ., предисл., коммент. М. Ю. Сорокиной и М. М. Горинова-мл. // Новый журнал. 2014. № 274. С. 92—156.